# Wolfgang Müller (jinete)
Wolfgang Müller (Landsberg an der Warthe, República de Weimar, 6 de octubre de 1931-Löbnitz, 30 de diciembre de 2021) fue un jinete de la RDA que compitió en la modalidad de doma. Ganó una medalla de bronce en el Campeonato Mundial de Doma de 1970, y una medalla de plata en el Campeonato Europeo de Doma de 1969.

## Biografía
Müller nació en lo que hoy es la ciudad polaca de Landsberg an der Warthe. Al escapar de la Segunda Guerra Mundial, llegó a lo que más tarde se convertiría en la RDA. En Halle (Saale) consiguió un trabajo como cuidador de sementales en lo que entonces era el semental estatal de Halle-Kreuz y realizó su formación ecuestre básica aquí. A principios de la década de 1960 se unió al Army Sports Club (ASK) Vorwärts Berlín y fue campeón de doma de la RDA cinco veces seguidas. En ese momento tenía el rango de sargento mayor.
Luego trabajó para ASK Vorwärts Potsdam, entre sus profesores se encontraban Werner Eggers y Willi Lorenz. Durante este tiempo participó en los Juegos Olímpicos con Horst Köhler y Gerhard Brockmüller en 1968 y 1972. En 1968 se le concedió el título de Maestro del Deporte.
Después de los Juegos Olímpicos de 1972, se interrumpió la promoción del deporte ecuestre en la RDA. Müller luego se trasladó a Löbnitz, donde se dedicó a la formación de jinetes en la planta de producción de GLP en Löbnitz, que era, entre otras cosas, una empresa de cría de caballos aprobada por el estado. Sus estudiantes incluyeron a las hermanas Ina Saalbach y Anke Saalbach. También participó activamente para Tractor Löbnitz y fue campeón de la RDA varias veces en las décadas de 1970 y 1980. También participó activamente en los saltos hasta el nivel avanzado. A principios de 1999 se le concedió el título de maestro de equitación.

## Palmarés internacional
| Campeonato Mundial | Campeonato Mundial | Campeonato Mundial | Campeonato Mundial |
| Año                | Lugar              | Medalla            | Categoría          |
| ------------------ | ------------------ | ------------------ | ------------------ |
| 1970               | Aquisgrán (RFA)    | Medalla de bronce  | Por equipos        |
| Campeonato Europeo |                    |                    |                    |
| Año                | Lugar              | Medalla            | Categoría          |
| 1969               | Wolfsburgo (RFA)   | Medalla de plata   | Por equipos        |